# Tour du couvent de Beynac
La tour dite du couvent est une ancienne tour de chevalier vassal des seigneurs de Beynac et assurant la protection du château, datant du XIVe siècle, construite à côté des restes de l'ancien couvent augustinien de Beynac.

## Historique
La tradition indique que les ruines de bâtiments correspondraient au restes d'une ancienne abbaye ou prieuré de l'ordre des augustins. Ces restes comprenaient deux édifices dont la partie la plus haute avait trois niveaux au moment du classement MH des restes. Ce bâtiment a aussi été confondu avec le présidial.
C'est une ancienne tour de chevalier qui a été construite dans la seconde moitié du XIVe siècle en dehors de l'enceinte du château de Beynac.
En 1929, les ruines dites de l'ancien couvent de Beynac devaient être démolies avant que le ministre de l'Instruction publique en prévoit l'inscription sur l'inventaire supplémentaire qui est devenue effective en 1933.
La maison-tour dite de Ancien couvent a subi d'importantes restaurations. Les niveaux 4 et 5, le couronnement et les parties arrière ont été reconstruits dans les années 1980.
La tour a été inscrite au titre des monuments historiques comme faisant partie des restes de l'ancien couvent de Beynac le 11 avril 1933.